# Heiko Westermann
Heiko Westermann (Alzenau, 14 agosto 1983) è un ex calciatore tedesco, di ruolo difensore.

## Caratteristiche tecniche
Di ruolo difensore centrale, può giocare anche da centrocampista.

## Carriera

### Club

#### Greuther Fürth
Inizia la carriera da calciatore professionista nel 2002 con il Greuther Fürth, in Zweite Bundesliga.

#### Arminia Bielefeld
Nel 2005 si trasferisce in Bundesliga all'Arminia Bielefeld ed alla nona giornata del campionato 2005-2006 segna contro l'Hertha Berlino, il suo primo gol nella massima serie tedesca.

#### Schalke 04
Il 1º luglio 2007 firma un contratto quadriennale con lo Schalke 04 valido fino al 30 giugno 2011.

#### Amburgo
Il 21 luglio 2010 firma un contratto quadriennale con l'Amburgo.

### Nazionale
Dopo aver giocato 2 partite con la rappresentativa Under-21, debutta con la Nazionale maggiore il 6 febbraio a Vienna contro l'Austria (3-0). Viene inserito nella lista dei convocati per il campionato d'Europa 2008. Il 6 settembre 2008 sigla il suo primo gol assoluto in nazionale nella vittoria per 0-6 contro il Liechtenstein.
Tra il 2009 e il 2010 disputa alcune gare, siglando 2 gol, il primo dei quali nell'amichevole vinta per 2-7 contro gli Emirati Arabi Uniti il 2 giugno del 2009.
Nel 2013, dopo tre anni di assenza, torna in nazionale disputando 3 amichevoli e tornando al gol il 2 giugno 2013 nella sconfitta contro gli Stati Uniti per 4-3, suo quarto e finora ultimo gol in nazionale.

## Statistiche

### Presenze e reti nei club
Statistiche aggiornate al 18 maggio 2014.
| Stagione                 | Squadra                  | Campionato               | Campionato | Campionato | Coppe nazionali | Coppe nazionali | Coppe nazionali | Coppe continentali | Coppe continentali | Coppe continentali | Altre coppe | Altre coppe | Altre coppe | Totale | Totale |
| Stagione                 | Squadra                  | Comp                     | Pres       | Reti       | Comp            | Pres            | Reti            | Comp               | Pres               | Reti               | Comp        | Pres        | Reti        | Pres   | Reti   |
| ------------------------ | ------------------------ | ------------------------ | ---------- | ---------- | --------------- | --------------- | --------------- | ------------------ | ------------------ | ------------------ | ----------- | ----------- | ----------- | ------ | ------ |
| 2002-2003                | Greuther Furth           | ZL                       | 16         | 0          | CG              | 0               | 0               | -                  | -                  | -                  | -           | -           | -           | 16     | 0      |
| 2003-2004                | Greuther Furth           | ZL                       | 34         | 0          | CG              | 4               | 1               | -                  | -                  | -                  | -           | -           | -           | 38     | 1      |
| 2004-2005                | Greuther Furth           | ZL                       | 33         | 2          | CG              | 2               | 1               | -                  | -                  | -                  | -           | -           | -           | 35     | 3      |
| Totale Greuther Fürth    | Totale Greuther Fürth    | Totale Greuther Fürth    | 83         | 2          |                 | 6               | 2               |                    |                    |                    |             |             |             | 89     | 4      |
| 2005-2006                | Arminia Bielefeld        | BL                       | 34         | 2          | CG              | 5               | 0               | -                  | -                  | -                  | -           | -           | -           | 39     | 2      |
| 2006-2007                | Arminia Bielefeld        | BL                       | 33         | 3          | CG              | 1               | 0               | -                  | -                  | -                  | -           | -           | -           | 34     | 3      |
| Totale Arminia Bielefeld | Totale Arminia Bielefeld | Totale Arminia Bielefeld | 67         | 5          |                 | 6               | 0               |                    |                    |                    |             |             |             | 73     | 5      |
| 2007-2008                | Schalke 04               | BL                       | 32         | 4          | CG+CdL          | 3+2             | 1+1             | UCL                | 10                 | 0                  | -           | -           | -           | 47     | 6      |
| 2008-2009                | Schalke 04               | BL                       | 33         | 6          | CG              | 4               | 2               | UCL+CU             | 2+6                | 0+1                | -           | -           | -           | 45     | 9      |
| 2009-2010                | Schalke 04               | BL                       | 27         | 2          | CG              | 4               | 1               | -                  | -                  | -                  | -           | -           | -           | 31     | 3      |
| Totale Schalke 04        | Totale Schalke 04        | Totale Schalke 04        | 92         | 12         |                 | 13              | 5               |                    | 18                 | 1                  |             |             |             | 123    | 18     |
| 2010-2011                | Amburgo                  | BL                       | 34         | 2          | CG              | 2               | 0               | -                  | -                  | -                  | -           | -           | -           | 36     | 2      |
| 2011-2012                | Amburgo                  | BL                       | 33         | 1          | CG              | 3               | 1               | -                  | -                  | -                  | -           | -           | -           | 36     | 2      |
| 2012-2013                | Amburgo                  | BL                       | 34         | 3          | CG              | 1               | 0               | -                  | -                  | -                  | -           | -           | -           | 35     | 3      |
| 2013-2014                | Amburgo                  | BL                       | 30+2       | 3          | CG              | 3               | 0               | -                  | -                  | -                  | -           | -           | -           | 35     | 3      |
| 2014-2015                | Amburgo                  | BL                       | 0          | 0          | CG              | 0               | 0               | -                  | -                  | -                  | -           | -           | -           | 0      | 0      |
| Totale Amburgo           | Totale Amburgo           | Totale Amburgo           | 131+2      | 9          |                 | 9               | 1               |                    |                    |                    |             |             |             | 142    | 10     |
| Totale carriera          | Totale carriera          | Totale carriera          | 373+2      | 28         |                 | 34              | 8               |                    | 18                 | 1                  |             |             |             | 427    | 37     |

### Cronologia presenze e reti in nazionale
| Cronologia completa delle presenze e delle reti in nazionale ― Germania | Cronologia completa delle presenze e delle reti in nazionale ― Germania | Cronologia completa delle presenze e delle reti in nazionale ― Germania | Cronologia completa delle presenze e delle reti in nazionale ― Germania | Cronologia completa delle presenze e delle reti in nazionale ― Germania | Cronologia completa delle presenze e delle reti in nazionale ― Germania | Cronologia completa delle presenze e delle reti in nazionale ― Germania | Cronologia completa delle presenze e delle reti in nazionale ― Germania |
| Data                                                                    | Città                                                                   | In casa                                                                 | Risultato                                                               | Ospiti                                                                  | Competizione                                                            | Reti                                                                    | Note                                                                    |
| ----------------------------------------------------------------------- | ----------------------------------------------------------------------- | ----------------------------------------------------------------------- | ----------------------------------------------------------------------- | ----------------------------------------------------------------------- | ----------------------------------------------------------------------- | ----------------------------------------------------------------------- | ----------------------------------------------------------------------- |
| 6-2-2008                                                                | Vienna                                                                  | Austria                                                                 | 0 – 3                                                                   | Germania                                                                | Amichevole                                                              | -                                                                       |                                                                         |
| 26-3-2008                                                               | Basilea                                                                 | Svizzera                                                                | 0 – 4                                                                   | Germania                                                                | Amichevole                                                              | -                                                                       |                                                                         |
| 31-5-2008                                                               | Gelsenkirchen                                                           | Germania                                                                | 2 – 1                                                                   | Serbia                                                                  | Amichevole                                                              | -                                                                       |                                                                         |
| 20-8-2008                                                               | Norimberga                                                              | Germania                                                                | 2 – 0                                                                   | Belgio                                                                  | Amichevole                                                              | -                                                                       |                                                                         |
| 6-9-2008                                                                | Vaduz                                                                   | Liechtenstein                                                           | 0 – 6                                                                   | Germania                                                                | Qual. Mondiali 2010                                                     | 1                                                                       |                                                                         |
| 10-9-2008                                                               | Helsinki                                                                | Finlandia                                                               | 3 – 3                                                                   | Germania                                                                | Qual. Mondiali 2010                                                     | -                                                                       |                                                                         |
| 11-10-2008                                                              | Dortmund                                                                | Germania                                                                | 2 – 1                                                                   | Russia                                                                  | Qual. Mondiali 2010                                                     | -                                                                       |                                                                         |
| 15-10-2008                                                              | Mönchengladbach                                                         | Germania                                                                | 1 – 0                                                                   | Galles                                                                  | Qual. Mondiali 2010                                                     | -                                                                       |                                                                         |
| 19-11-2008                                                              | Berlino                                                                 | Germania                                                                | 1 – 2                                                                   | Inghilterra                                                             | Amichevole                                                              | -                                                                       |                                                                         |
| 11-2-2009                                                               | Düsseldorf                                                              | Germania                                                                | 0 – 1                                                                   | Norvegia                                                                | Amichevole                                                              | -                                                                       |                                                                         |
| 1-4-2009                                                                | Cardiff                                                                 | Galles                                                                  | 0 – 2                                                                   | Germania                                                                | Qual. Mondiali 2010                                                     | -                                                                       |                                                                         |
| 2-6-2009                                                                | Dubai                                                                   | Emirati Arabi Uniti                                                     | 2 – 7                                                                   | Germania                                                                | Amichevole                                                              | 1                                                                       |                                                                         |
| 5-9-2009                                                                | Leverkusen                                                              | Germania                                                                | 2 – 0                                                                   | Sudafrica                                                               | Amichevole                                                              | -                                                                       |                                                                         |
| 9-9-2009                                                                | Hannover                                                                | Germania                                                                | 4 – 0                                                                   | Azerbaigian                                                             | Qual. Mondiali 2010                                                     | -                                                                       |                                                                         |
| 10-10-2009                                                              | Mosca                                                                   | Russia                                                                  | 0 – 1                                                                   | Germania                                                                | Qual. Mondiali 2010                                                     | -                                                                       |                                                                         |
| 14-10-2009                                                              | Amburgo                                                                 | Germania                                                                | 1 – 1                                                                   | Finlandia                                                               | Qual. Mondiali 2010                                                     | -                                                                       |                                                                         |
| 18-11-2009                                                              | Gelsenkirchen                                                           | Germania                                                                | 2 – 2                                                                   | Costa d'Avorio                                                          | Amichevole                                                              | -                                                                       |                                                                         |
| 13-5-2010                                                               | Aquisgrana                                                              | Germania                                                                | 3 – 0                                                                   | Malta                                                                   | Amichevole                                                              | -                                                                       |                                                                         |
| 29-5-2010                                                               | Budapest                                                                | Ungheria                                                                | 0 – 3                                                                   | Germania                                                                | Amichevole                                                              | -                                                                       |                                                                         |
| 3-9-2010                                                                | Bruxelles                                                               | Belgio                                                                  | 0 – 1                                                                   | Germania                                                                | Qual. Euro 2012                                                         | -                                                                       |                                                                         |
| 7-9-2010                                                                | Colonia                                                                 | Germania                                                                | 6 – 1                                                                   | Azerbaigian                                                             | Qual. Euro 2012                                                         | 1                                                                       |                                                                         |
| 8-10-2010                                                               | Berlino                                                                 | Germania                                                                | 3 – 0                                                                   | Turchia                                                                 | Qual. Euro 2012                                                         | -                                                                       |                                                                         |
| 12-10-2010                                                              | Astana                                                                  | Kazakistan                                                              | 0 – 3                                                                   | Germania                                                                | Qual. Euro 2012                                                         | -                                                                       |                                                                         |
| 17-11-2010                                                              | Göteborg                                                                | Svezia                                                                  | 0 – 0                                                                   | Germania                                                                | Amichevole                                                              | -                                                                       |                                                                         |
| 29-5-2013                                                               | Boca Raton                                                              | Germania                                                                | 4 – 2                                                                   | Ecuador                                                                 | Amichevole                                                              | -                                                                       |                                                                         |
| 2-6-2013                                                                | Washington                                                              | Stati Uniti                                                             | 4 – 3                                                                   | Germania                                                                | Amichevole                                                              | 1                                                                       |                                                                         |
| 19-11-2013                                                              | Londra                                                                  | Inghilterra                                                             | 0 – 1                                                                   | Germania                                                                | Amichevole                                                              | -                                                                       |                                                                         |
| Totale                                                                  |                                                                         | Presenze                                                                | 27                                                                      |                                                                         | Reti                                                                    | 4                                                                       |                                                                         |